# 수목원

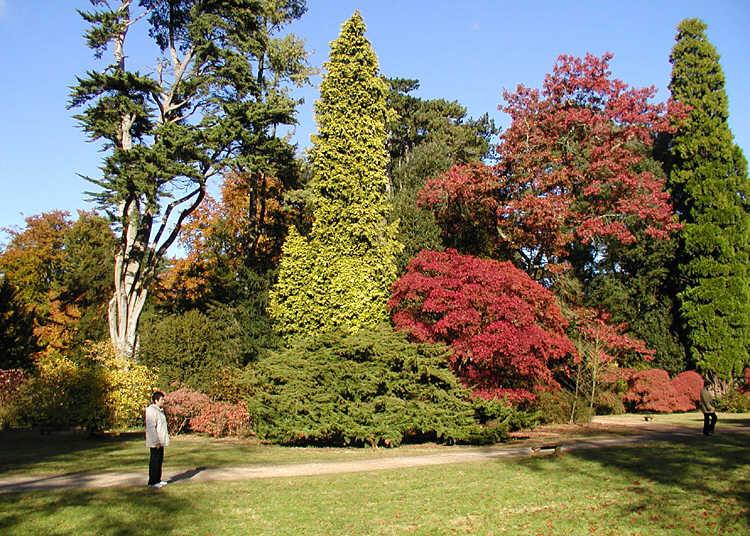
영국 글로스터셔 주 웨스톤버트 수목원

수목원(樹木園, Arboretum)은 나무들의 관찰과 연구를 위해 서식지를 재현하고 기르는 곳을 말한다.

## 같이 보기
- 식물원
- 동물원
- 원예
- 조경
- 임학
- 나무
- 목재